# Saltos ornamentais nos Jogos da Commonwealth de 2010
Os saltos ornamentais nos Jogos da Commonwealth de 2010 integrou o programa dos esportes aquáticos e foi realizado em Délhi, na Índia, de 10 a 13 de outubro. Dez eventos foram disputados no Complexo Aquático SPM.

## Medalhistas
Masculino
| Evento                       | Ouro                                      | Prata                                      | Bronze                                       |
| Trampolim de 1 m             | Alexandre Despatie CAN Canadá             | Matthew Mitcham AUS Austrália              | Scott Robertson AUS Austrália                |
| Trampolim de 3 m             | Alexandre Despatie CAN Canadá             | Reuben Ross CAN Canadá                     | Grant Nel AUS Austrália                      |
| Plataforma de 10 m           | Tom Daley ENG Inglaterra                  | Matthew Mitcham AUS Austrália              | Bryan Nickson Lomas MAS Malásia              |
| Trampolim sincronizado 3 m   | Alexandre Despatie Reuben Ross CAN Canadá | Matthew Mitcham Ethan Warren AUS Austrália | Bryan Nickson Lomas Ken Nee Yeoh MAS Malásia |
| Plataforma sincronizado 10 m | Tom Daley Max Brick ENG Inglaterra        | Matthew Mitcham Ethan Warren AUS Austrália | Eric Sehn Kevin Greyson CAN Canadá           |

Feminino
| Evento                       | Ouro                                     | Prata                                           | Bronze                                    |
| Trampolim de 1 m             | Jennifer Abel CAN Canadá                 | Sharleen Stratton AUS Austrália                 | Emilie Heymans CAN Canadá                 |
| Trampolim de 3 m             | Sharleen Stratton AUS Austrália          | Jennifer Abel CAN Canadá                        | Jaele Patrick AUS Austrália               |
| Plataforma de 10 m           | Pandelela Rinong Pamg MAS Malásia        | Melissa Wu AUS Austrália                        | Alexandra Croak AUS Austrália             |
| Trampolim sincronizado 3 m   | Jennifer Abel Emilie Heymans CAN Canadá  | Briony Cole Sharleen Stratton AUS Austrália     | Jaele Patrick Olivia Wright AUS Austrália |
| Plataforma sincronizado 10 m | Melissa Wu Alexandra Croak AUS Austrália | Pandelela Rinong Pamg Mun Yee Leong MAS Malásia | Briony Cole Anabelle Smith AUS Austrália  |

## Quadro de medalhas
| Ordem | País       | Medalha de ouro | Medalha de prata | Medalha de bronze | Total |
| ----- | ---------- | --------------- | ---------------- | ----------------- | ----- |
| 1     | Canadá     | 5               | 2                | 2                 | 9     |
| 2     | Austrália  | 2               | 7                | 6                 | 15    |
| 3     | Inglaterra | 2               |                  |                   | 2     |
| 4     | Malásia    | 1               | 1                | 2                 | 4     |
| TOTAL | TOTAL      | 10              | 10               | 10                | 30    |